# Curug Goong
Curug Goong is een bestuurslaag in het regentschap Serang van de provincie Banten, Indonesië. Curug Goong telt 3066 inwoners (volkstelling 2010).